# Дворец Юсуповых на Мойке
Дворец Юсуповых на Мойке (Юсуповский дворец) — бывший дворец в Санкт-Петербурге, памятник истории и культуры федерального значения. Располагается на набережной реки Мойки, территория дворца с садом простирается до улицы Декабристов. Дворец вошёл в историю как место убийства Григория Распутина.
В настоящее время в здании располагается Дворец культуры работников просвещения, который в 1990-е годы сформировался в многофункциональный историко-культурный центр, соединяющий просветительскую, экскурсионную, выставочную и концертную деятельность.

## История

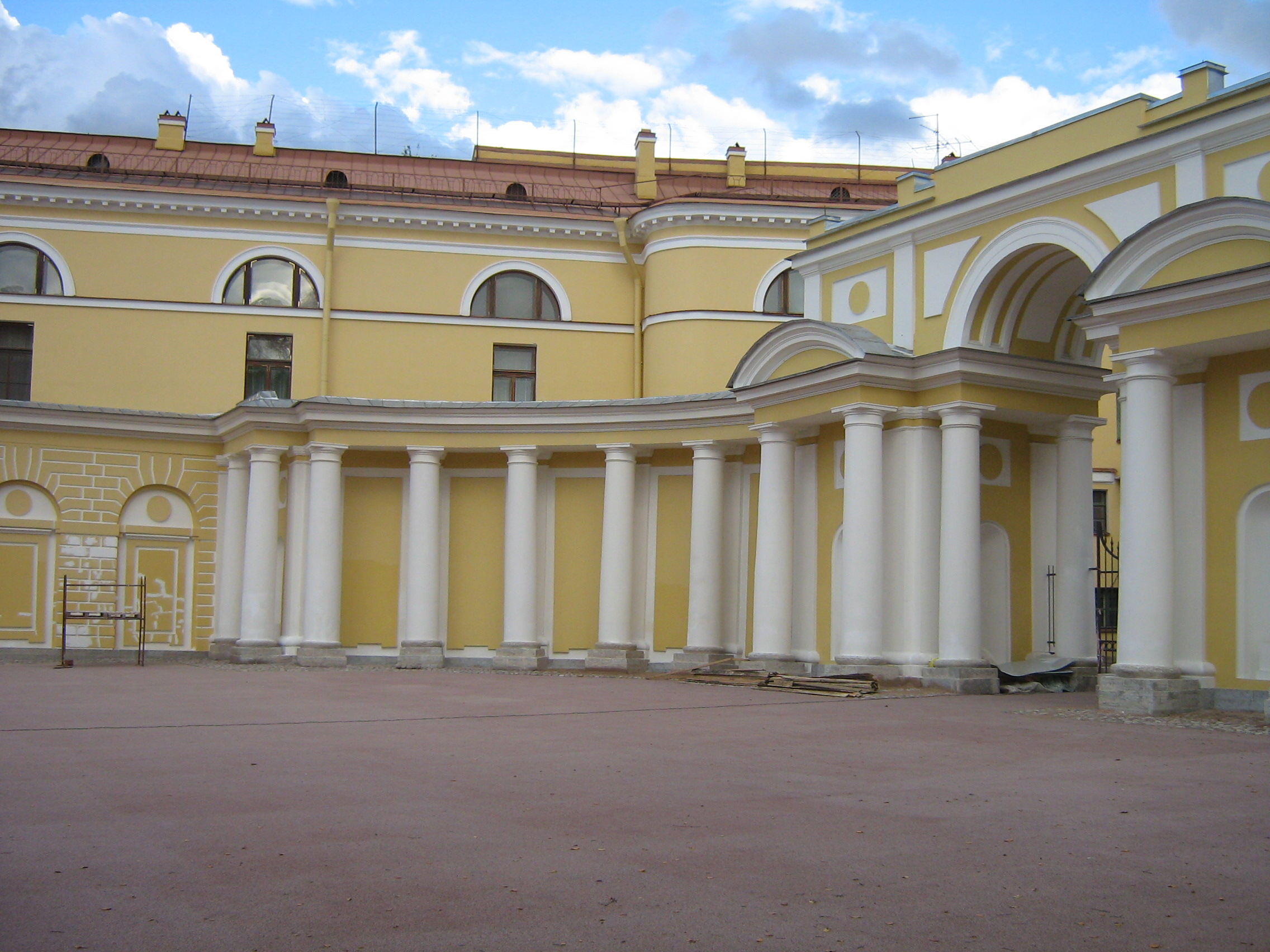
Ограда и ворота во внутреннем дворе

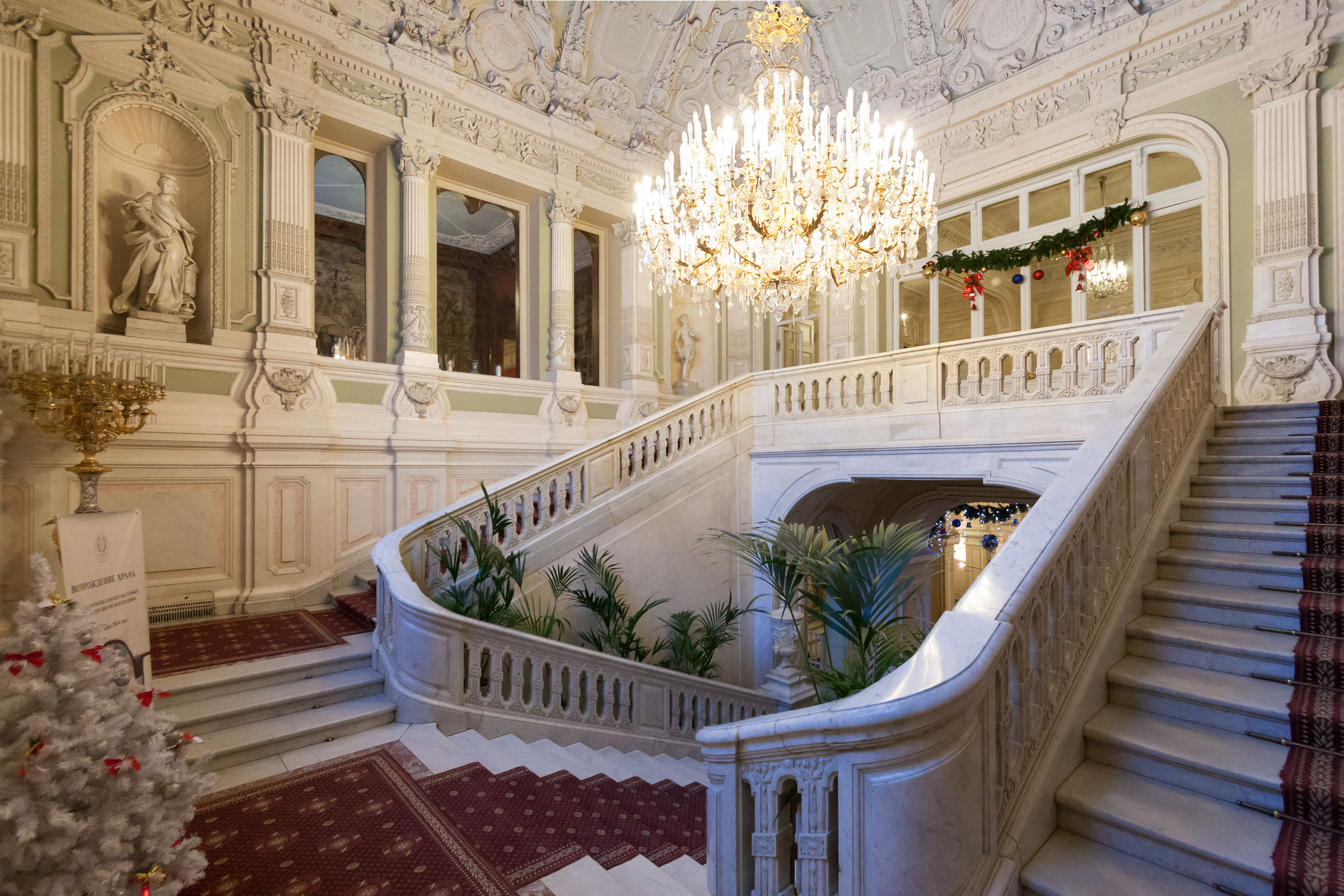
Парадная лестница Юсуповского дворца со стороны Мойки

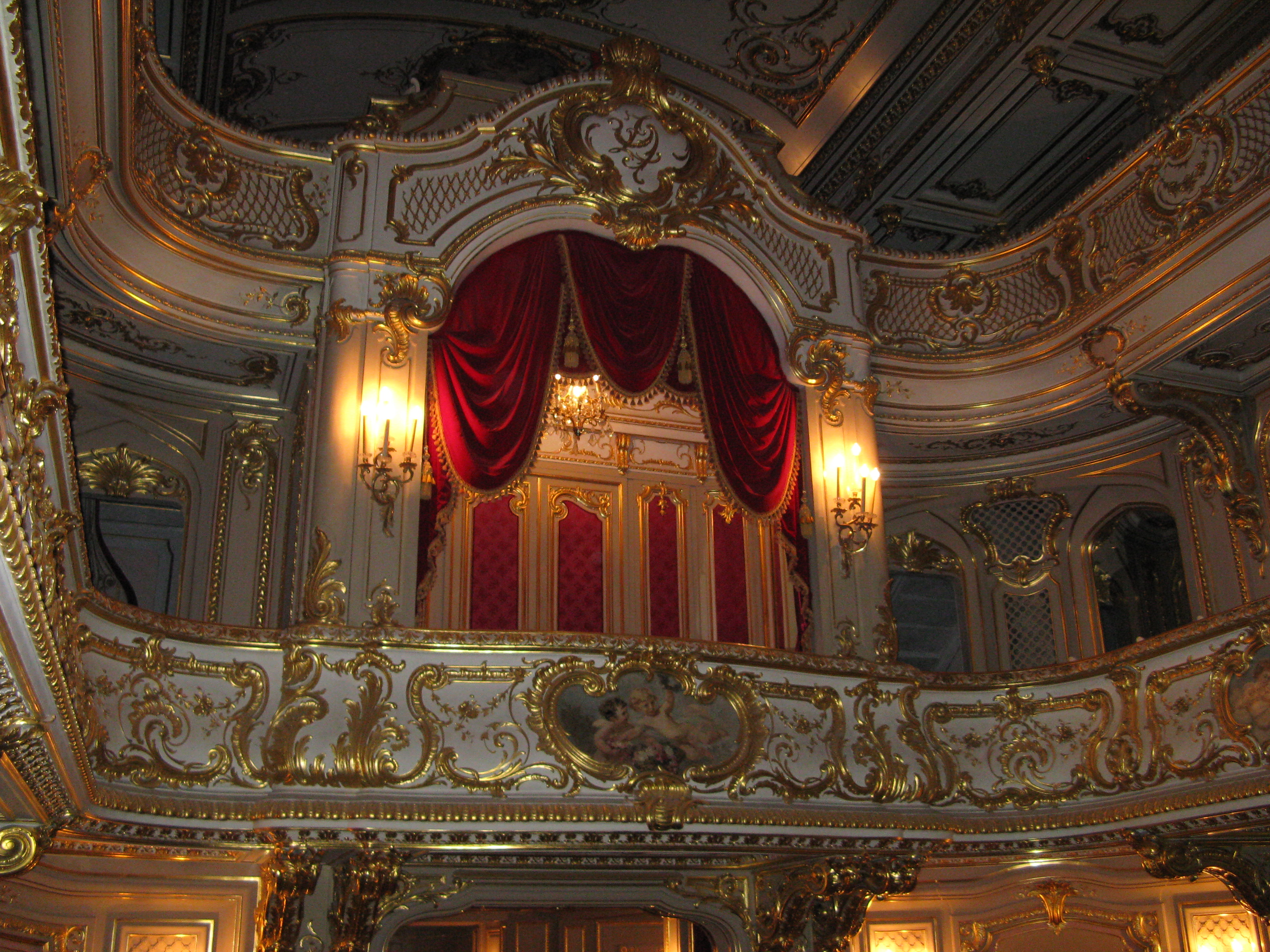
Театр дворца

Уже на первых картах Петербурга на этом месте находился деревянный дворец, в те времена небольшой, и усадьба царевны Прасковьи Ивановны (племянницы Петра I).
В 1726 году имение было подарено царевной Семёновскому полку, пребывавшему там до 1742 года, далее оно было куплено генералом П. И. Шуваловым, влиятельным вельможей при Елизавете Петровне.
На гравюре М. И. Махаева «Вид от Крюкова канала вверх по реке Мойке с изображением дворца П. И. Шувалова» (1757—1759 годы) рядом с дворцом Шувалова на картине заметно двухэтажное строение будущего Юсуповского дворца.
В 1770-х годах началось строительство современного здания дворца по проекту Жана-Батиста Валлен-Деламота для графа Андрея Петровича Шувалова.
Вид дворца существенно отличался от современного: в боковых ризалитах было лишь по два этажа, со стороны Мойки находилась въездная арка, ведущая во двор; главный вход во дворец был со двора. В не изменённом виде с тех времён сохранились триумфальные ворота — арка (со стороны улицы Декабристов) и ограда семиметровой высоты с классической колоннадой.
В 1789 году после смерти Шувалова дом перешёл к его дочери Александре и сыну Павлу.
В 1795 году Екатерина II выкупила усадьбу в казну и подарила её племяннице Г. А. Потёмкина графине А. В. Браницкой, в то время её близкой подруге:
Купленный по воле нашей у наследников покойного действительно тайного советника графа А.А.Шувалова дом в Санкт-Петербурге, на Мойке лежащий, пожаловали Мы нашей статс-даме графине Браницкой в вечное потомственное владение, повелевая тот дом отдать ей со всеми уборами...
В 1830 году дворец был приобретён Борисом Николаевичем Юсуповым за 250 тысяч рублей ассигнациями у предшествующей хозяйки преклонного возраста «со всеми к тому принадлежностями, какие на лицо находятся». С тех пор до 1917 года дворцом владели пять поколений князей Юсуповых. Дворец стал известен как «дворец Юсуповых», хотя и был только одним из 57 дворцов в России, которые им принадлежали.
Существенная перестройка была проведена с 1830 по 1838 годы (архитектор А. А. Михайлов 2-й):
- Боковые ризалиты стали трёхэтажными.
- Новый корпус с Белоколонным (Банкетным) залом был возведён с восточной стороны.
- Флигеля были соединены, и в них устроены картинные галереи и домашний театр в стиле барокко.
- Построены новые оранжереи и садовый павильон.
- Был разбит сад.
- Устроена Парадная лестница со стороны Мойки.
- Созданы Танцевальный зал, Зелёная, Императорская и Синяя гостиные.

В ходе перестройки над интерьерами работали итальянские мастера, в том числе А. Виги и Б. Медичи.
В 1832—1834 годах архитектор Михайлов также расширил дворец пристройкой вдоль восточной стороны ещё одного корпуса, вместившего пять залов и театр.
В 1881 году архитектор А. Д. Шиллинг построил при дворце Покровскую церковь (не сохранилась).
В 1890—1916 произведена внутренняя, большая реставрация дворца под руководством архитектора А. А. Степанова. В начале 1890-х годов во дворце были проведены электричество, канализация и водопровод, центральное отопление (водяное), перестроен театр и создана Мавританская гостиная. В 1914 году были созданы Большая гостиная, Большой зал, Столовая.

Восковые фигуры Феликса Юсупова и Григория Распутина. Юсуповский дворец на Мойке

## Убийство Распутина
В ночь на 17 (30) декабря 1916 года во дворце был убит Григорий Распутин.
Князь Феликс Юсупов был сослан в своё имение «Ракитное» за участие в сговоре с целью убийства, а дворец был передан доверенным лицам.

## Советский период
Во дворце разместились шведское, немецкое консульство и комиссия по обмену военнопленными.
В 1918 году дворец был национализирован и в нём открыт историко-бытовой музей с картинной галереей. Впервые дворец был упомянут как памятник архитектуры и искусства 22 января 1919 года А. В. Луначарским:
Дворец б.кн. Юсупова, находящийся на набережной р.Мойка д.92/94, представляющий художественно-исторический памятник и заключающий собрание картин и предметов художественного значения, объявляется национальной собственностью и переходит в ведение Комиссариата Просвещения по делам музеев и охране памятников искусства и старины.
В 1925 году дворец был передан работникам просвещения. После закрытия музея много ценностей было утрачено; но большая часть картин и ценных изделий искусства были переданы в Эрмитаж и Русский музей. В том же году за потайной дверью были среди других бумаг найдены письма Пушкина к Е. М. Хитрово, которые уже в 1927 году были изданы отдельной книгой с комментариями.
В 1935 году дворец взят под охрану государства постановлением ВЦИК РСФСР как историко-художественный памятник союзного значения.
После войны во дворце был открыт Центр творческого досуга интеллигенции, позднее Дом учителя.
В 1946—1955 годах некоторые отреставрированные залы дворца открылись для посещения.

## Современность

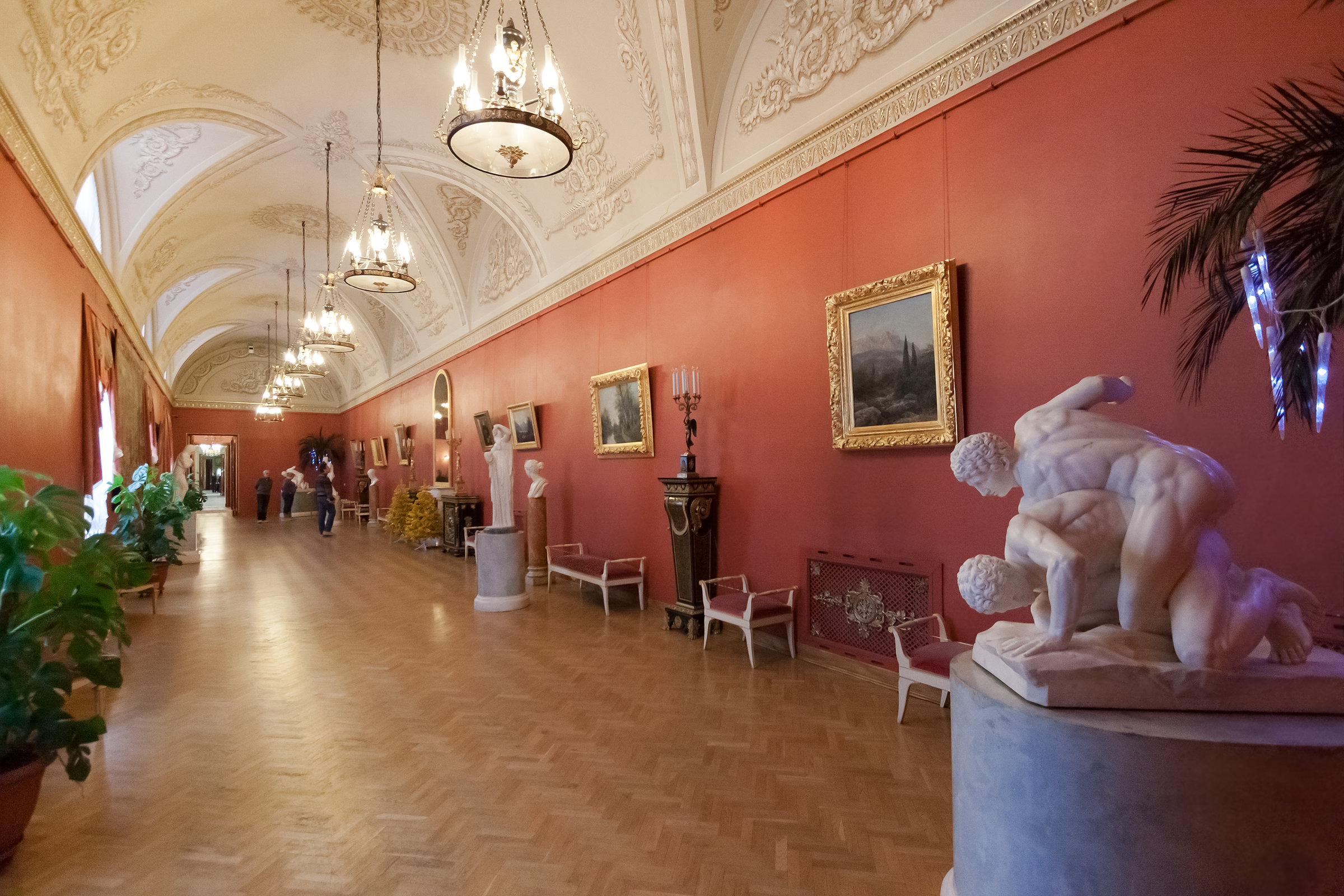
Античный зал Юсуповского дворца

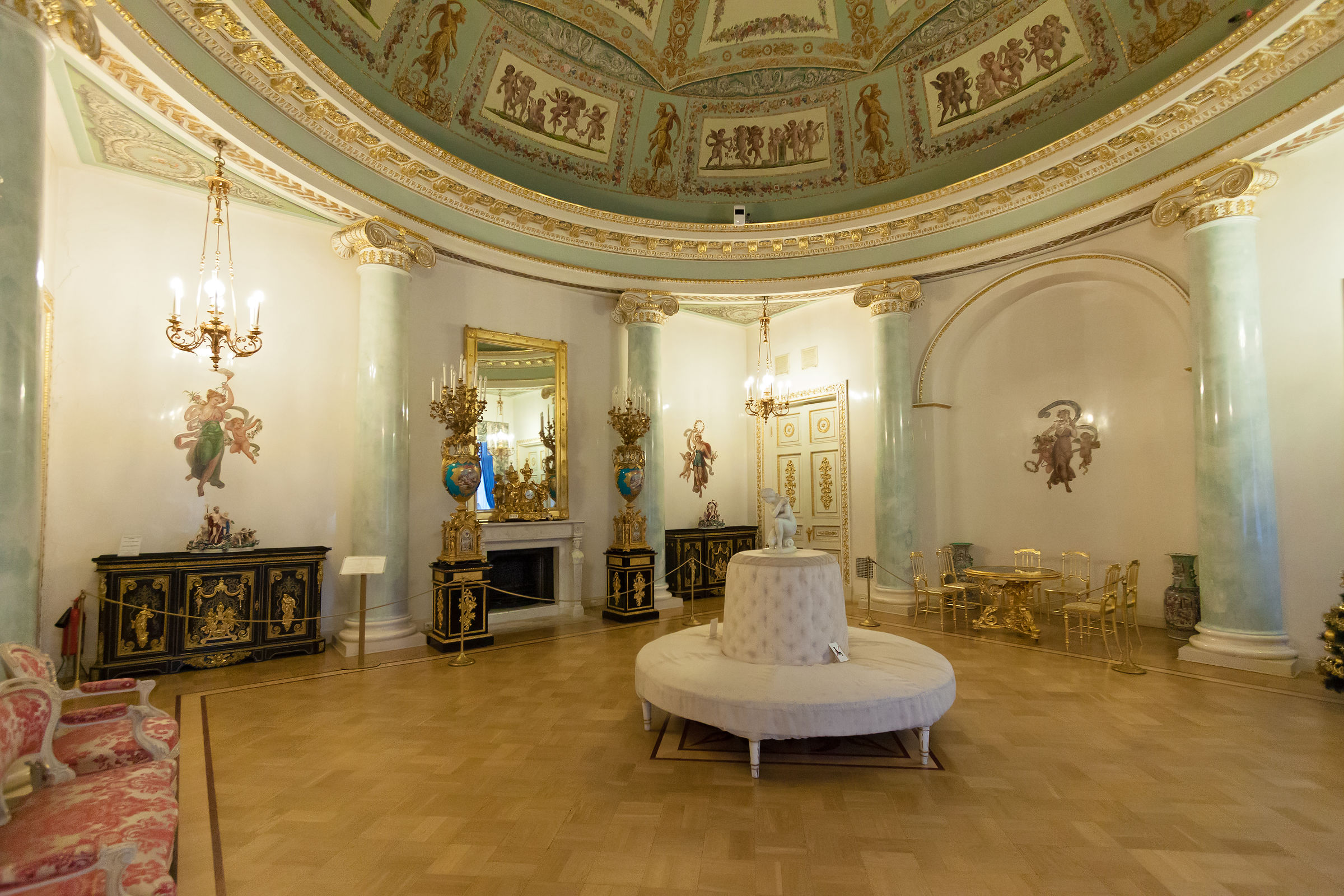
Большая Ротонда (Парадный кабинет)

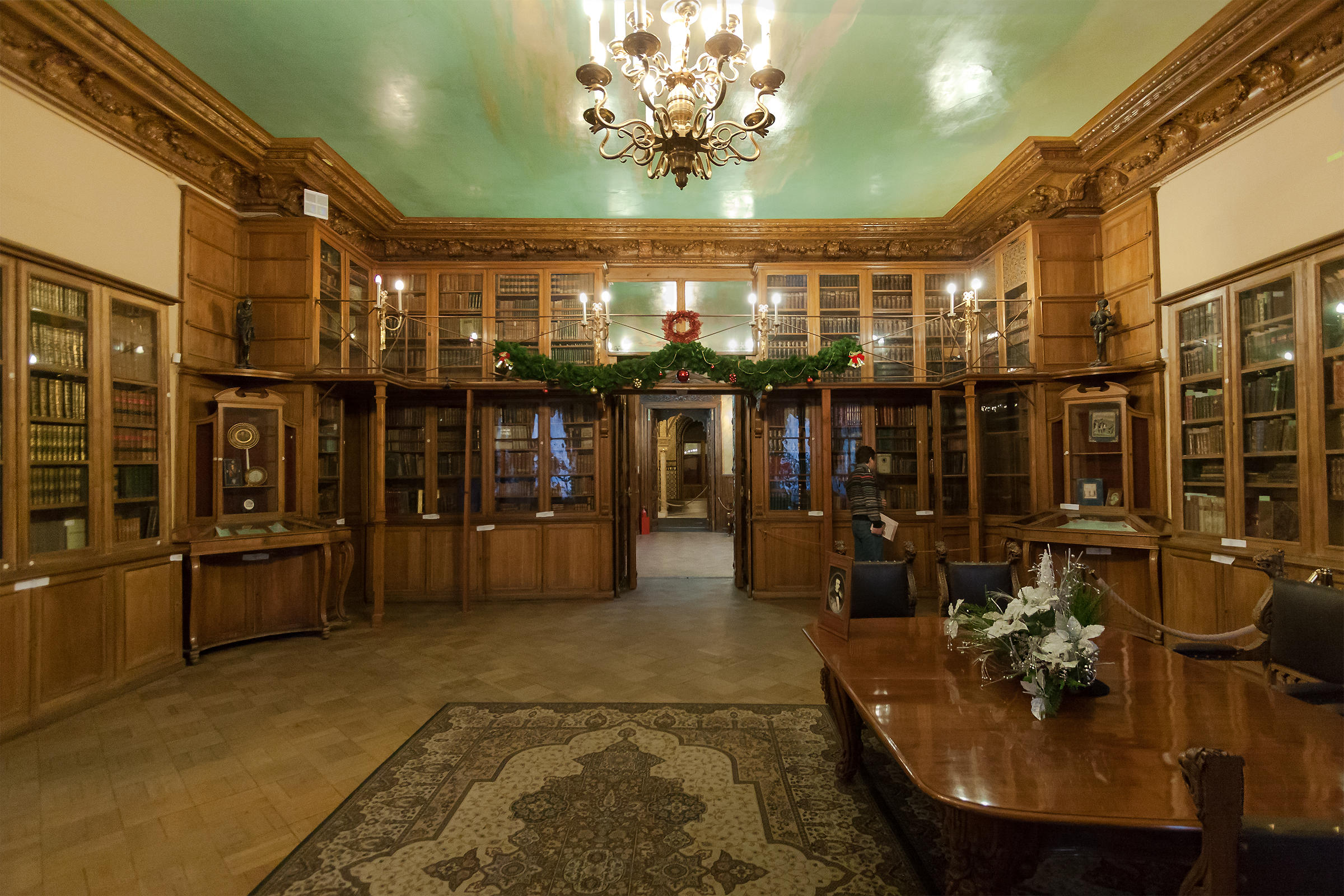
Кабинет князя Юсупова

Дворец открыт для посещения, в экскурсионных целях открыты парадные залы, театр, гостиные и исторические комнаты. Регулярно проходят концерты классической музыки, спектакли, вокальные вечера. Организуются разнообразные культурные программы, приёмы. В подвале, где произошло убийство Распутина, открыта выставка «Григорий Распутин: страницы жизни и смерти» с восковыми фигурами.
В феврале 2008 года было объявлено, что на здании дворца появились трещины, и памятник обследует «Россвязьохранкультура»:

Трещины серьёзные, их видно даже снаружи здания. По предварительным данным, повреждения появились не по вине Юсуповского дворца— Заместитель руководителя управления Россвязьохранкультуры по Петербургу и Ленобласти Александр Шухободский
Обследование завершилось 14 февраля. Появилась информация о том, что в Мавританской гостиной дворца появляются новые и открываются старые трещины. Сообщение Россвязьохранкультуры по итогам проверки:

Вследствие неоднократных перестроек, произведенных в разное время и с использованием различных конструкционных решений, Дворец Юсуповых сложился в неоднородную техническую систему, прогнозировать развитие которой практически невозможно. Ситуация усугубляется крайне неблагоприятным состоянием грунтов основания памятника. В такой ситуации невозможно сделать однозначные выводы о причинах ухудшения состояния дворца, но также не может быть сомнений в необходимости принятия срочных мер по его сохранению— сообщение пресс-службы ведомства
С 2012 года в Юсуповском дворце ведутся реставрационные работы по программе КГИОП за счёт бюджета Санкт-Петербурга и средств пользователя. На конец 2020 года общая сумма только бюджетных средств, израсходованных на все работы, приблизилась к миллиарду рублей. Восстановлением исторического облика  уникального по своей сохранности ансамбля интерьеров личных комнат на половине княгини Татьяны Александровны, а затем последней их владелицы — Зинаиды Николаевны, практически завершилась комплексная реставрация интерьеров всего дворца.